# Sardinero
 (mai 2025).
Sardinero est une plage populaire située dans la ville espagnole de Santander, en Cantabrie. La plage est divisée en deux par les jardins de Piquio, s'étendant de la péninsule de la Magdalena à Mataleñas ; deux autres plages adjacentes sont également parfois incluses. D'une longueur totale d'environ 1300 mètres, la plage est dotée de sable fin et doré et de vagues modérées ; elle est bordée par une large promenade sur toute sa longueur.
Sardinero est bordée d'hôtels, de restaurants et d'un casino' et est considérée comme l'une des plages les plus élégantes d'Espagne.

## Galerie

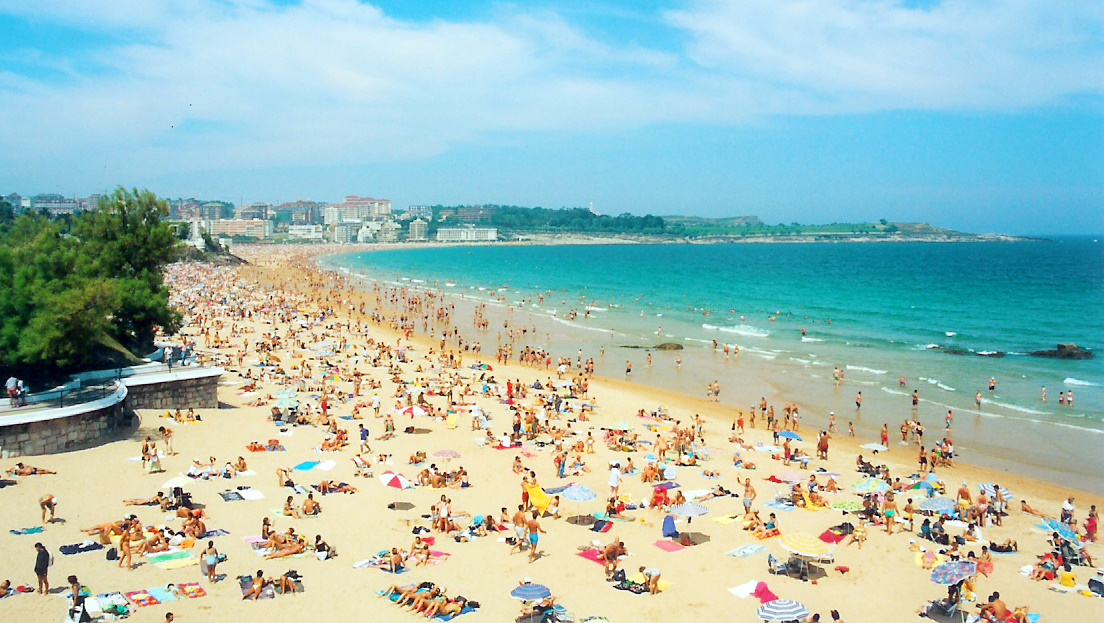
La plage de Sardinero
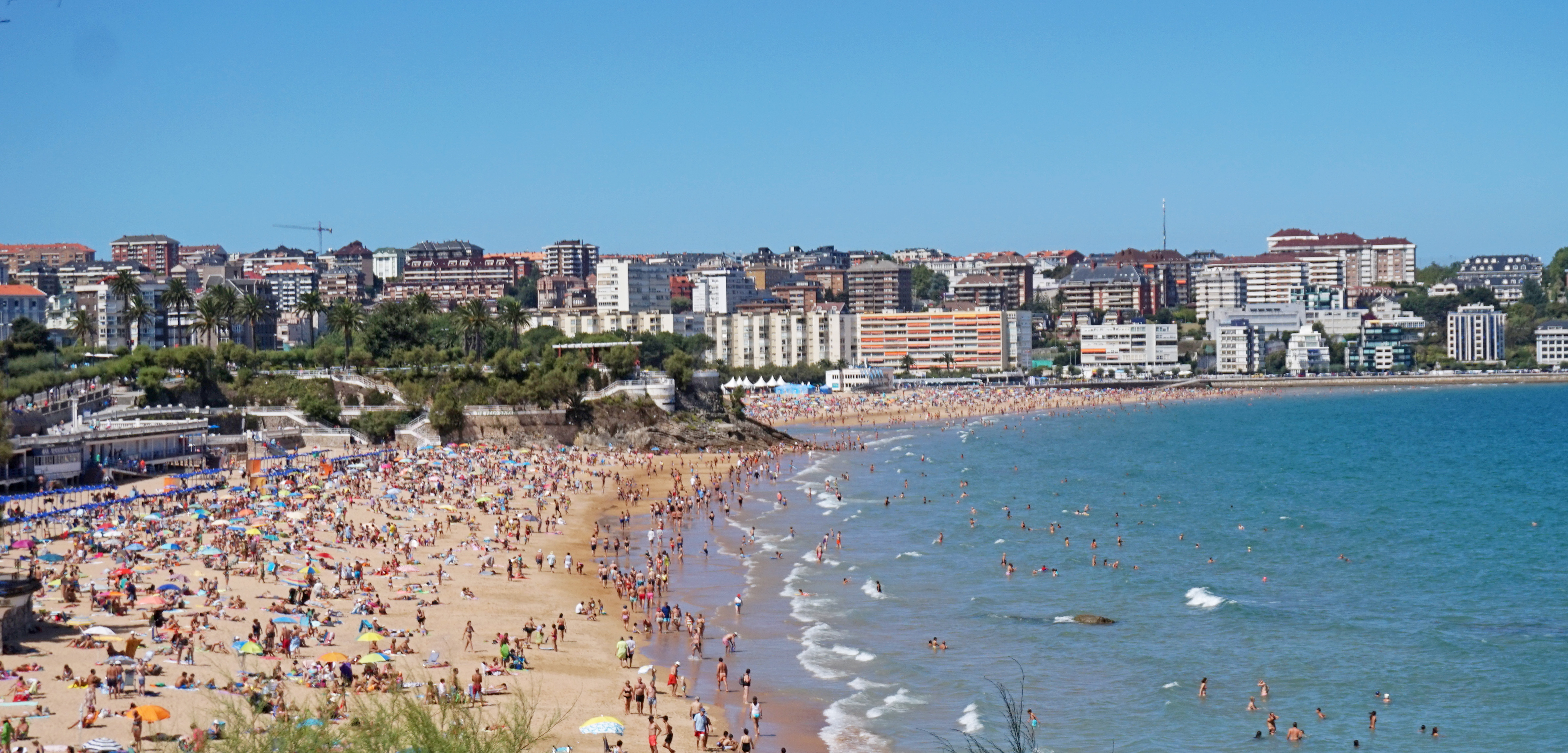
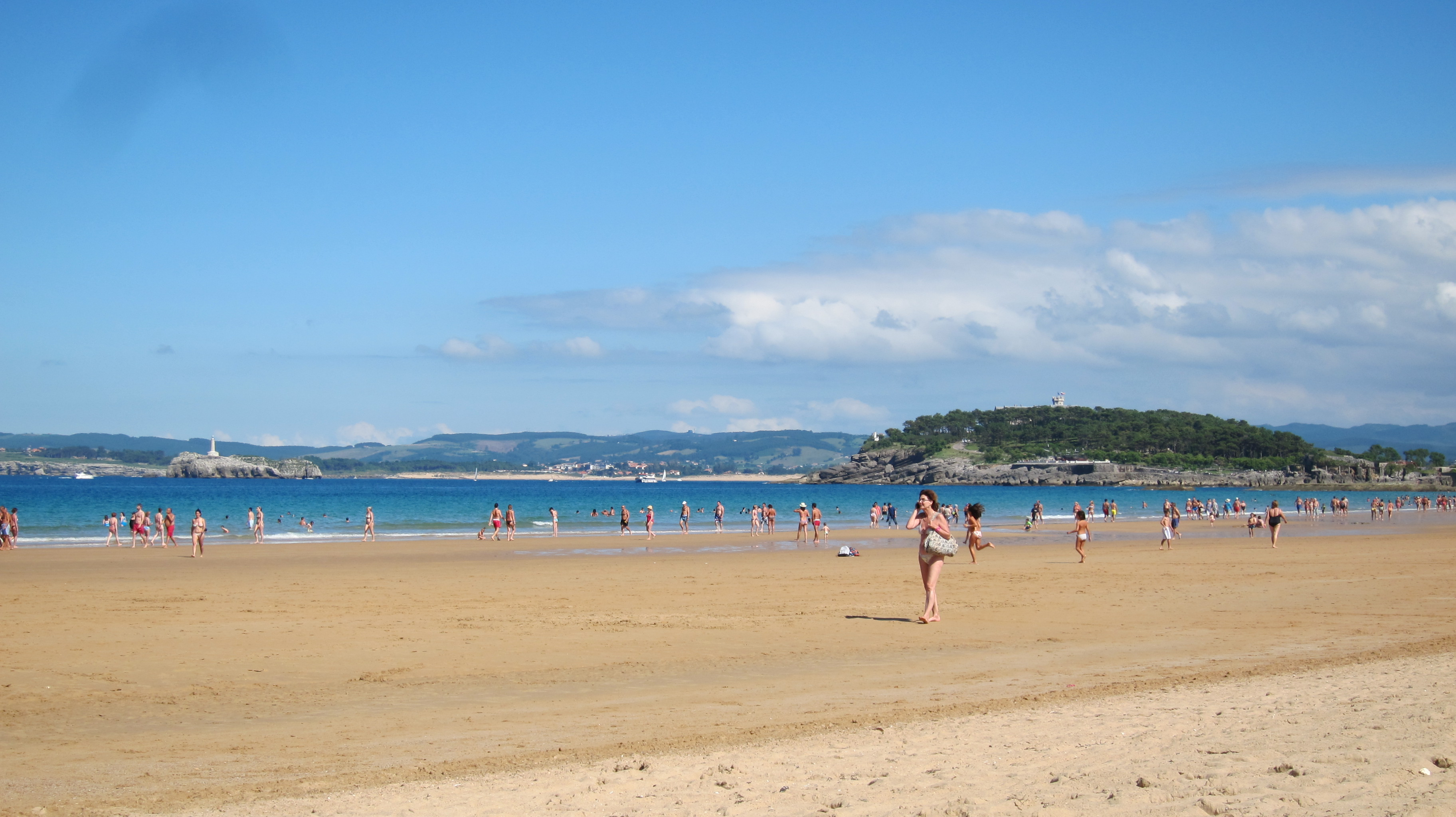